# Wieniec (budownictwo)
Wieniec – element konstrukcji w postaci żelbetowej belki umieszczonej w ścianach budowli, okalającej strop lub stropodach, której rolą jest związanie stropu ze ścianami, a tym samym przeniesienie na ściany jego obciążenia. Jednocześnie wieniec pełni rolę usztywniającą cały budynek.
Zaleca się stosowanie wieńców na każdej kondygnacji budynku w poziomie stropów, wzdłuż wszystkich ścian konstrukcyjnych i wzdłuż
obwodu budynku. Stosowanie wieńców żelbetowych w budynkach ze ścianami murowanymi przewiduje polska norma PN-B-03002 Konstrukcje murowane, projektowanie i obliczenia. Zbrojenie wieńca powinno przenieść siły rozciągające nie mniejsze niż 15 kN na metr odległości między ścianami poprzecznymi i nie mniej niż 90 kN.

## Funkcje
Wieniec stropowy może spełniać następujące funkcje:
- przenosi siły rozciągające pojawiające się w tarczach stropowych w wyniku ich pracy jako elementu przekazującego parcie poziome wiatru na ściany,
- przeciwdziała powstaniu nadmiernie szerokich rys temperaturowych i skurczowych na krawędziach tarcz stropowych,
- łączy ze sobą ściany konstrukcyjne całego budynku,
- jest przewiązką poziomą w spoinach pionowych prefabrykowanych ścian usztywniających,
- wyrównuje różnice odkształceń ścian różnie obciążonych bądź różnie wykonanych,
- przenosi siły powstałe w wyniku nierównomiernych odkształceń budynku,
- przenosi siły powstałe w wyniku lokalnego zniszczenia ścian konstrukcyjnych przeciwdziałając całkowitemu zniszczeniu budynku.

## Rodzaje wieńców
Wieńce można podzielić na:
- monolityczne - wykonywane bezpośrednio na budowie, połączone ze ścianami kotwami,
- ukryte - powstałe poprzez łączenie zbrojenia umieszczonego w elementach prefabrykowanych.